# 隆德大学经济与管理学院

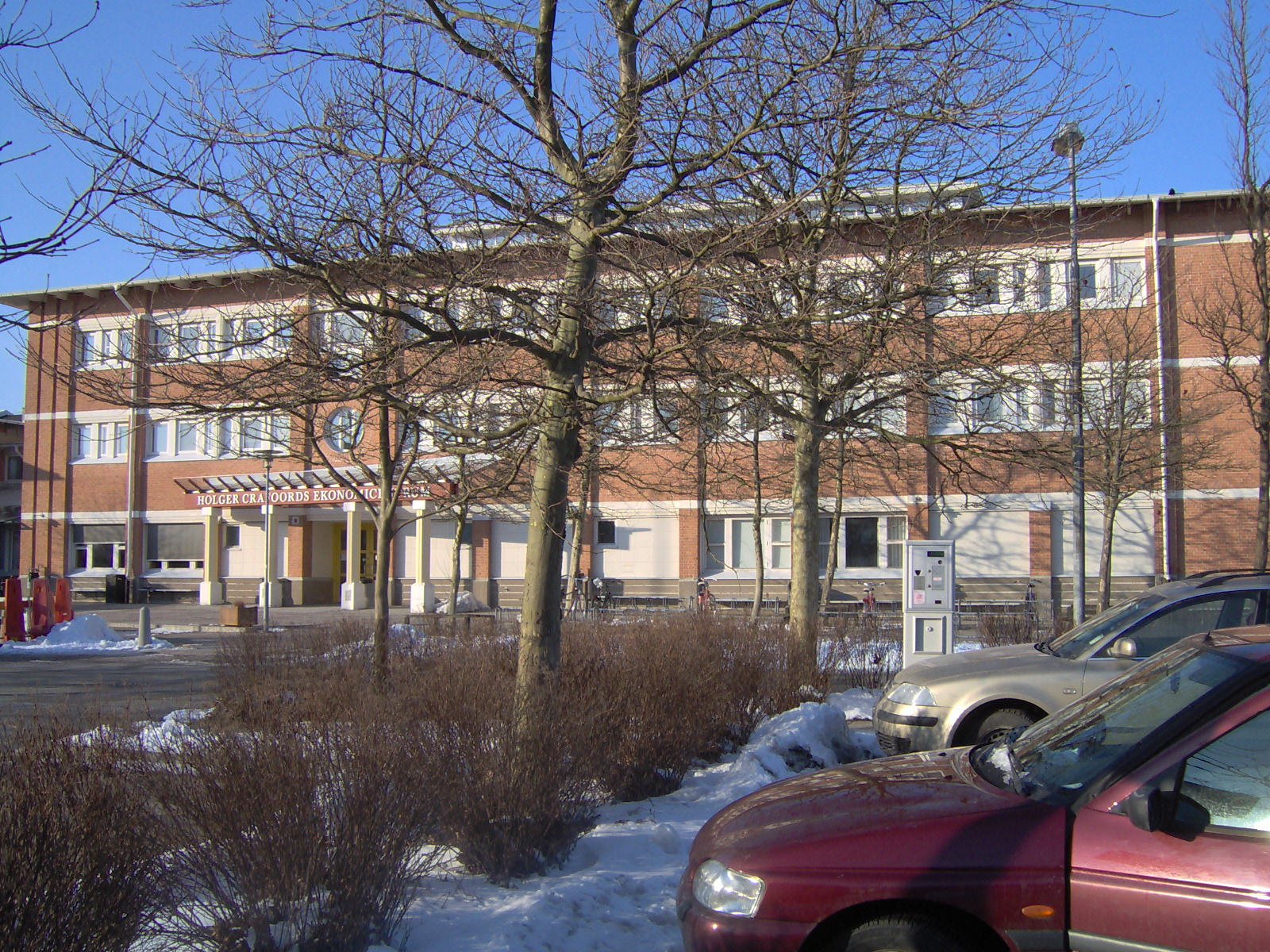
隆德大学经济与管理学院主楼

隆德大學在許多方面為瑞典最國際化的高等教育機構，並與許多世界各地的大學有密切的合作與交流協議。隆德大學經濟學院和管理学院是2001年以來的EQUIS認證的成員，為獲得三大商管學院認證之一的商學院。此外，隆德大學是著名的研究型大學網絡Universitas 21和歐洲研究型大學聯盟（LERU）的成員。

## 簡史[5]
隆德大學成立於1666年。商業相關學科的教學可以追溯到1750年，為當時大學學習經濟學的第一把交椅。然而，在那個時候，教授更廣泛的接觸各個學科領域，且他們往往附屬於大學內的其他院系。例如，隆德大學經濟學中最知名教授克努特·維克塞爾，在大學初期是經濟和財政法的教授，隸屬於法學院。而教授們也結合經濟與其他科目，如植物學，數學或力學。

在未來幾年的部門轉變成為今天的經濟與管理學院。經濟系成立於1901年作為法律學院的一部分。統計自然科學學系開始於1926年，隸屬於自然科學院。而經濟史系在1950年左右成為人文學院內的一個獨立系所。工商管理系成立於1958年，信息學成立於1965年，兩者皆被歸為社會科學學院內。

在1961年經濟及工商管理學院學院，並招收第一批100名學生於三年長的學程。從那時起，大約已有25000位學生就讀於隆德大學工商管理學院。

雖然不同學院之間有非正式關係的密切合作，統一的學校的正式發展始於20世紀80年代末，當克拉福德基金會慷慨捐款 - 霍爾格·克拉福德中心成為校園的第一部分(以實業家霍爾格·克拉福德（1908年至1982年）創辦後命名)。

在2004年組織改革導致了建立經濟與管理學院作為在隆德大學的獨立學院。

該學院的經濟人口系成立於2006年 - 同年該中心被評為瑞典研究理事會林奈補助之一的重點研究的長期資助部分。

在組織結構方面的最新發展，建立瑞典創新署克努特維克塞爾財務研究中心，此中心的長期資金由VINNOVA資助，該中心將研究總體金融(Macrofinance)金融市場行為(Financial Market Behaviour)以及企業發展(Firm development)等更廣泛的領域和跨學科研究。此外，該中心將繼續與產業界人士的合作。

## 學士課程[7]
隆德經濟與管理學院在大學部共開設六個學程:

企業管理系 ( Business Administration )

經濟歷史系 ( Economic History )

經濟系 ( Economics )

創業學系 ( Entrepreneurship )

資訊系統系 ( Informatics/Information Systems )

統計學系 ( Statistics )

## 碩士課程[8]
會計

企業財務管理

經濟人口

經濟發展

經濟歷史

創業學-創業與創新

創業學-創新事業發展

歐洲與國際稅法

財務金融

全球化、品牌與消費

資訊系統

國際經濟學(專注於中國)

國際行銷與品牌管理

管理學

## 國際排名
- QS排名[9]

Accounting & Finance位於51-100間 

Economics and Econometrics位於101-150間

Business & Management排名51-100

Statistics & Operational Research 101-150。

QS Business Masters Ranking （页面存档备份，存于）
Masters in Marketing 2019年排名第32名。
Masters in Finance 2019年排名第49名。
- 金融時報排名[10]

2019年隆德大學財務金融碩士學程(Masters in Finance Pre-experience)世界排名第39名。
2018年隆德大學財務金融碩士學程(Masters in Finance Pre-experience)世界排名第39名。
2016年隆德大學財務金融碩士學程(Masters in Finance Pre-experience)世界排名第32名。

2015年隆德大學財務金融碩士學程(Masters in Finance Pre-experience)世界排名第38名。

- Eduniversal（英语：Eduniversal）[11]

隆德經濟與管理學院獲得4 Palmes的評價

創業學(Entrepreneurship)的領域中被評為排名在世界第38名。
財稅學(Taxation)排名世界第24名。
永續發展與環境管理(Sustainable Development and Environmental Management)排名世界49名。
行銷學(Marketing)上列為西歐第49名。
資訊管理(Imformation Systems Management)排名西歐第23名。
1. ↑  EFMDhttps://www.efmd.org/ （页面存档备份，存于）
2. ↑  .   [2015-07-06]. （原始内容存档于2010-02-10）.
3. ↑  .   [2010-06-04]. （原始内容存档于2010-06-04）.
4. ↑  .   [2015-07-06]. （原始内容存档于2021-04-14）.
5. ↑  .   [2015-07-06]. （原始内容存档于2021-04-14）.
6. ↑  .   [2015-07-06]. （原始内容存档于2015-07-06）.
7. ↑  .   [2015-06-28]. （原始内容存档于2015-06-30）.
8. ↑  .   [2015-06-28]. （原始内容存档于2021-04-14）.
9. ↑  .   [2015-06-26]. （原始内容存档于2016-05-03）.
10. ↑  .   [2016-07-19]. （原始内容存档于2021-05-01）.
11. ↑  .   [2015-06-22]. （原始内容存档于2021-05-25）.